# Nishada brunneipennis
Nishada brunneipennis là một loài bướm đêm thuộc phân họ Arctiinae, họ Erebidae.